# زانداورهولتس
زانداورهولتس (به آلمانی: Sandauerholz) یک منطقهٔ مسکونی در آلمان است که در ایدن (زاکسونی)-آنهالت واقع شده‌است. زانداورهولتس ۱۶۲ نفر جمعیت دارد.